# Anna Grudko
Anna Grudko (Анна Грудко) est une gymnaste artistique russe, née le 2 février 1990.
Elle a notamment été championne d'Europe au saut de cheval en 2006.

## Palmarès

### Championnats du monde
- Aarhus 2006
  -  médaille de bronze au concours général par équipes

### Championnats d'Europe
- Volos 2006
  -  médaille d'or au saut de cheval
  -  médaille de bronze au concours général par équipes

- Amsterdam 2007
  -  médaille de bronze au saut de cheval